# 生駒市立鹿ノ台小学校
生駒市立鹿ノ台小学校（いこましりつ しかのだいしょうがっこう）は、奈良県生駒市鹿ノ台西1丁目にある公立小学校。

## 沿革
- 1984年（昭和59年）
  - 4月1日 - 開校。
  - 11月22日 - 創立記念式典挙行し、この日（11月22日）を創立記念日と定める。

## 通学区域
- 鹿畑町、鹿ノ台東1丁目、鹿ノ台東2丁目、鹿ノ台東3丁目、鹿ノ台西1丁目、鹿ノ台西2丁目、鹿ノ台西3丁目、鹿ノ台南1丁目、鹿ノ台南2丁目、鹿ノ台北1丁目、鹿ノ台北2丁目、鹿ノ台北3丁目、美鹿の台[1]

※卒業後は基本的に生駒市立鹿ノ台中学校に進学する。

## 通学区域が隣接している学校
- 生駒市立生駒北小学校
- 生駒市立真弓小学校
- 奈良市立登美ヶ丘小学校
- 奈良市立東登美ヶ丘小学校
- （京都府）精華町立山田荘小学校
- （京都府）精華町立東光小学校